# جراردو سیوان
جراردو سیوان (انگلیسی: Gerardo Seoane؛ زادهٔ ۳۰ اکتبر ۱۹۷۸) بازیکن فوتبال اهل سوئیس است.
از باشگاه‌هایی که در آن بازی کرده‌است می‌توان به باشگاه فوتبال گراس‌هاپر زوریخ، باشگاه فوتبال لوتسرن، باشگاه فوتبال سیون، و باشگاه فوتبال دپورتیوو لاکرونیا اشاره کرد.
وی همچنین در تیم ملی فوتبال زیر ۲۱ سال سوئیس بازی کرده‌است.